# دارشمزين
دار شمزين هي قرية لبنانية من قرى قضاء الكورة في محافظة الشمال، تتميز دارشمزين بطبيعتها الجميلة وأجوائها الهادئة، وترتفع عن سطح البحر حوالي 400 متر كما تبتعد عن العاصمة بيروت بحوالي 80 كلم.

## تاريخ البلدة وأصل التسمية
يعتقد بأن اسم البلدة كان يعني في لغة سكان المنطقة في القرن الثاني قبل الميلاد بلدة المعذَبين وبأن البلدة كانت تحوي معبد لعبادة الكواكب.

## الموقع الجغرافي والمناخ
تقع دارشمزين إلى الجنوب من بلدة أميون وشمال منطقة القويطع الكوراني، وبسبب عزلة البلدة النسبية عن الطرقات العامة حيث لا تعتبر طرقات البلدة ممراً لأي بلدة أخرى فإن دارشمزين ما زالت محافظة على طابع قروي هادئ، وتتميز البلدة بمناخ متوسطي معتدل وطبيعة جميلة حيث تنتشر فيها الهضاب الخضراء المزروعة بأشجار الزيتون.

## التركيبة السكانية
يقدَر عدد أبناء دارشمزين بحوالي 450 شخص ينتشر معظمهم في بلدان الاغتراب وبالأخص الولايات المتحدة الأميركية، كندا وأستراليا، كما يقطن جزءٌ آخر منهم في بلدات ومدن لبنانية أخرى، وأمٌا سكان البلدة من أبنائها فيبلغ عددهم حوالي 120 شخص، كما أن عدد الناخبين حسب لوائح الشطب الصادرة من وزارة الداخلية والبلديات فهو 376 ناخب يقترع منهم كمعدل عام حوالي 150 شخص عادةً.

### التركيبة الدينية والطائفية
تشكل المسيحية الديانة الوحيدة في البلدة حيث ينقسم أبناء القرية بين الطائفتين الأورثوذوكسية (حوالي 80%) والمارونية (20%) وتضم البلدة كنيستين هما مارساسين للروم الأورثوذوكس ومارجرجس للموارنة.

## أعلام من البلدة
- الشاعر توفيق عبدو يونس : بلبل الكورة
- المهندسة سالي جريج: ملكة جمال لبنان لعام 2014
- الدكتور إسبر شاهين: رئيس المعهد الدولي التكنولوجي السابق.
- المهندس كريم بوكريم: رئيس البلدية ورئيس اتحاد بلديات الكورة.